# Stefanus I van Antiochië
Stefanus I was Patriarch van Antiochië van 342 tot 344 ten tijde van de controverse rond het arianisme. Hij was een volgeling van Eusebius van Nicomedia, patriarch van Constantinopel en ariaan. Hij was op het Concilie van Sardica en kante zich tegen de aanwezigheid van Athanasius van Alexandrië. In 344 was hij ook aanwezig op het Concilie van Antiochië waar hij werd buitengezet wegens het plegen van ontucht. In Antiochië werd hij vervangen door Leontius.